# The Acreage
The Acreage ist  ein census-designated place (CDP) im Palm Beach County im US-Bundesstaat Florida. Das U.S. Census Bureau hat bei der Volkszählung 2020 eine Einwohnerzahl von 41.654 ermittelt. 

## Geographie
The Acreage grenzt im Süden an die Kommunen Loxahatchee Groves und Royal Palm Beach und liegt rund 20 km westlich von West Palm Beach.

## Demographische Daten
Laut der Volkszählung 2010 verteilten sich die damaligen 38.704 Einwohner auf 12.926 Haushalte. 78,9 % der Bevölkerung bezeichneten sich als Weiße, 13,3 % als Afroamerikaner, 0,3 % als Indianer und 2,6 % als Asian Americans. 2,4 % gaben die Angehörigkeit zu einer anderen Ethnie und 2,5 % zu mehreren Ethnien an. 17,6 % der Bevölkerung bestand aus Hispanics oder Latinos.
Im Jahr 2010 lebten in 45,8 % aller Haushalte Kinder unter 18 Jahren sowie 17,8 % aller Haushalte Personen mit mindestens 65 Jahren. 83,7 % der Haushalte waren Familienhaushalte (bestehend aus verheirateten Paaren mit oder ohne Nachkommen bzw. einem Elternteil mit Nachkomme). Die durchschnittliche Größe eines Haushalts lag bei 3,17 Personen und die durchschnittliche Familiengröße bei 3,40 Personen.
29,6 % der Bevölkerung waren jünger als 20 Jahre, 21,3 % waren 20 bis 39 Jahre alt, 37,1 % waren 40 bis 59 Jahre alt und 12,1 % waren mindestens 60 Jahre alt. Das mittlere Alter betrug 40 Jahre. 50,6 % der Bevölkerung waren männlich und 49,4 % weiblich.
Das durchschnittliche Jahreseinkommen lag bei 74.034 $, dabei lebten 7,6 % der Bevölkerung unter der Armutsgrenze.